# Кремерман, Йосеф
Йосеф Кремерман (ивр. יוסף קרמרמן‎;  род. 1926 год Хайфа, подмандатная Палестина —  12 ноября 1981 года, Израиль) — израильский политик, депутат кнессета от движения «Херут», блока «Гахал», а затем и от «Ликуда».

## Биография
Йосеф Кремерман родился в еврейской семье, в 1926 году в городе Хайфа на территории Подмандатной Палестины (ныне Израиль). Окончил гимназию Герцлия в Тель-Авиве. Затем изучал юриспруденцию, управление бизнесом и лесоводство.
Будучи членом Иргуна по окончании Второй мировой войны был направлен в Европу, для работы с пережившими Холокост евреями. Вернулся в Палестину на судне «Альталена». Вступил в движение «Херут», в 1957 году был назначен его казначеем. Также Кремерман возглавил тель-авивский филиал движения. Кроме того, он являлся редактором ежедневной газеты Херута.
На выборах в кнессет 5-го созыва он не прошел в кнессет, однако после того, как умер депутат Авраам Дрори, Кремерман занял его место в парламенте. Работал в комиссии по экономике.
В 1965 году вновь был избран в кнессет (6 созыв), возглавил финансовую комиссию комиссию кнессета. Переизбирался в кнессет 7-го и 8-го созывов (в 1969 и 1974 годах соответственно), работал в комиссии по экономике.
Кремерман был владельцем компании «Эц Лавуд», скончался в 1981 году, в возрасте 55 лет.
Жена — Рахель Кремерман, дочь израильского политика Яакова Меридора. Дочь — Ая, работала моделью.